# Dale Stetina
Dale Stetina (9 juli 1956) is een voormalig Amerikaans wielrenner. Hij is de vader van wielrenner Peter Stetina, die momenteel uitkomt voor BMC Racing Team en de broer van oud-wielrenner Wayne Douglas Stetina.
Stetina werd tweemaal Amerikaans kampioen bij de amateurs, in 1978 en 1980. Hij wist de Coors Classic tweemaal op zijn naam te schrijven en is daarmee, samen met Greg LeMond, nog steeds recordhouder.
In 2009 deed hij eenmalig mee aan een wedstrijd, de San Dimas Stage Race. Hij wist in de 1e etappe als 3e te eindigen.

## Overwinningen
1978
- Amerikaans kampioen op de weg, Amateurs

1979
- Coors Classic

1980
- Amerikaans kampioen op de weg, Amateurs
- Ronde van Costa Rica

1981
- Mount Washington Hillclimb
- Vuelta a la Independencia Nacional

1983
- Cascade Classic
- Coors Classic

1984
- Cascade Classic

## Grote rondes
Geen